# السيد ديدز يذهب إلى المدينة (فلم)
السيد ديدز يذهب إلى المدينة (بالإنجليزية: Mr. Deeds Goes to Town) هو فيلم كوميدي تم إنتاجه في الولايات المتحدة وصدر في سنة 1936. الفيلم من إخراج فرانك كابرا.

## طاقم التمثيل
- غاري كوبر
- جان ارثر

### ترشيحات وجوائز
| السنة | الحدث  | الفئة     | النتيجة |
| ----- | ------ | --------- | ------- |
|       | أوسكار | أفضل مخرج | فوز     |

## الميزانية والإيرادات
بلغت تكلفة إنتاج الفيلم حوالي 845,710 دولار.

## وصلات خارجية
- مقالات تستعمل روابط فنية بلا صلة مع ويكي بيانات

1. ↑  "The All Time Best Sellers", International Motion Picture Almanac 1937-38 (1938)."Quigley Publishing Company. Retrieved: April 19, 2014. نسخة محفوظة 05 أبريل 2016 على موقع واي باك مشين.